# Cap de la Roca

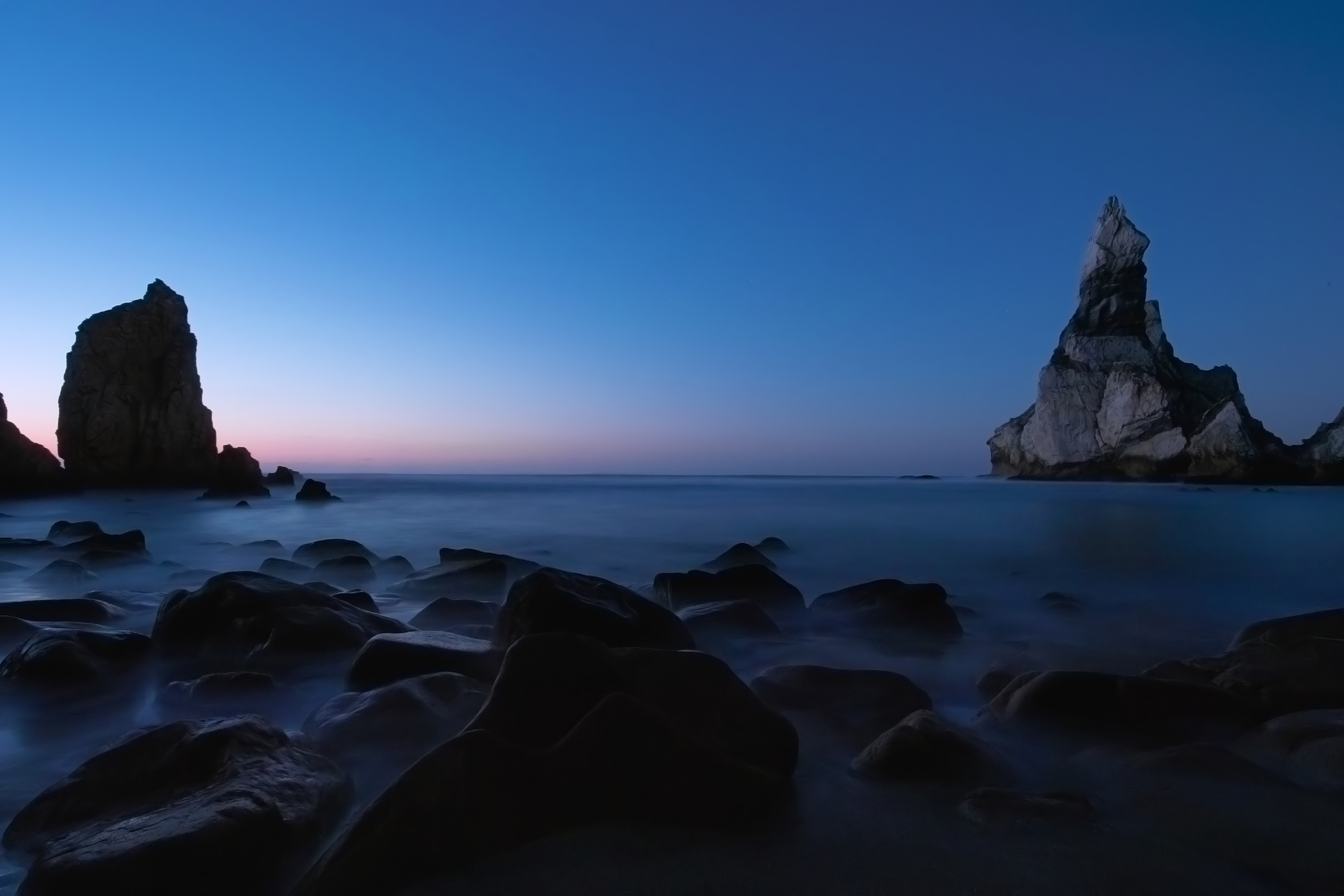
El Cap de la Roca al capvespre.

El cap de la Roca (en portugués Cabo da Roca) és un cap situat en el punt més occidental de l'Europa continental, de tota Euràsia i de la península Ibèrica i Portugal. Era conegut pels romans com a Magnum Promontorium i durant l'era de la navegació a vela com la Roca de Lisboa.
Està situat en el districte de Lisboa, al terme municipal de Sintra; a 40 quilòmetres a l'oest de la capital lusitana i a 18 quilòmetres a l'oest de Sintra en el Parc Natural de Sintra-Cascais. Les seues coordenades estan inscrites en una placa de pedra del monument del lloc. El penya-segat emergeix de l'oceà Atlàntic i arriba a una altura de 144 metres sobre el nivell del mar. Damunt del penya-segat hi ha un far i una botiga per a turistes.

## Galeria d'imatges

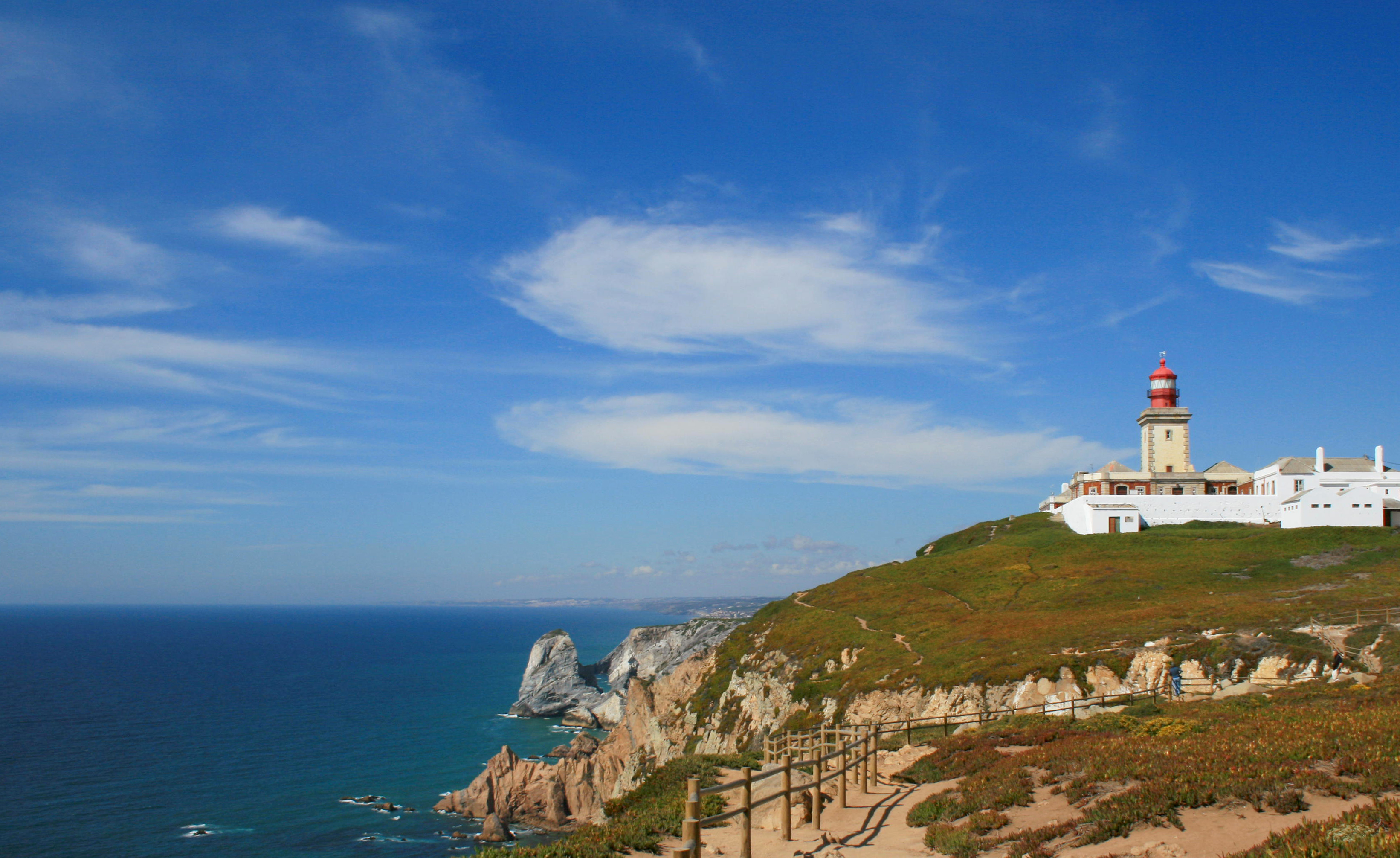
El far en el cap de la Roca
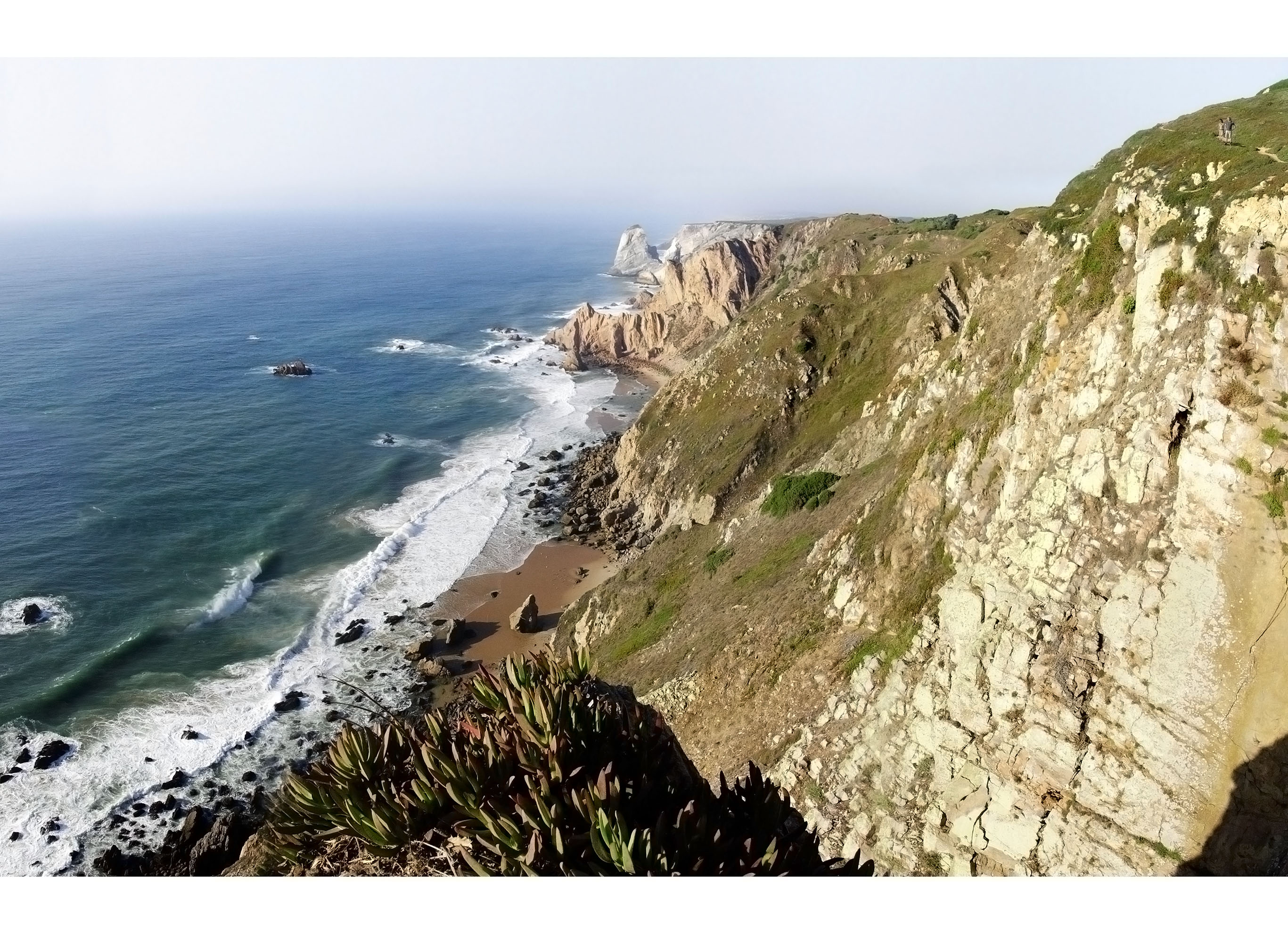
Cabo de la Roca: el penya-segat
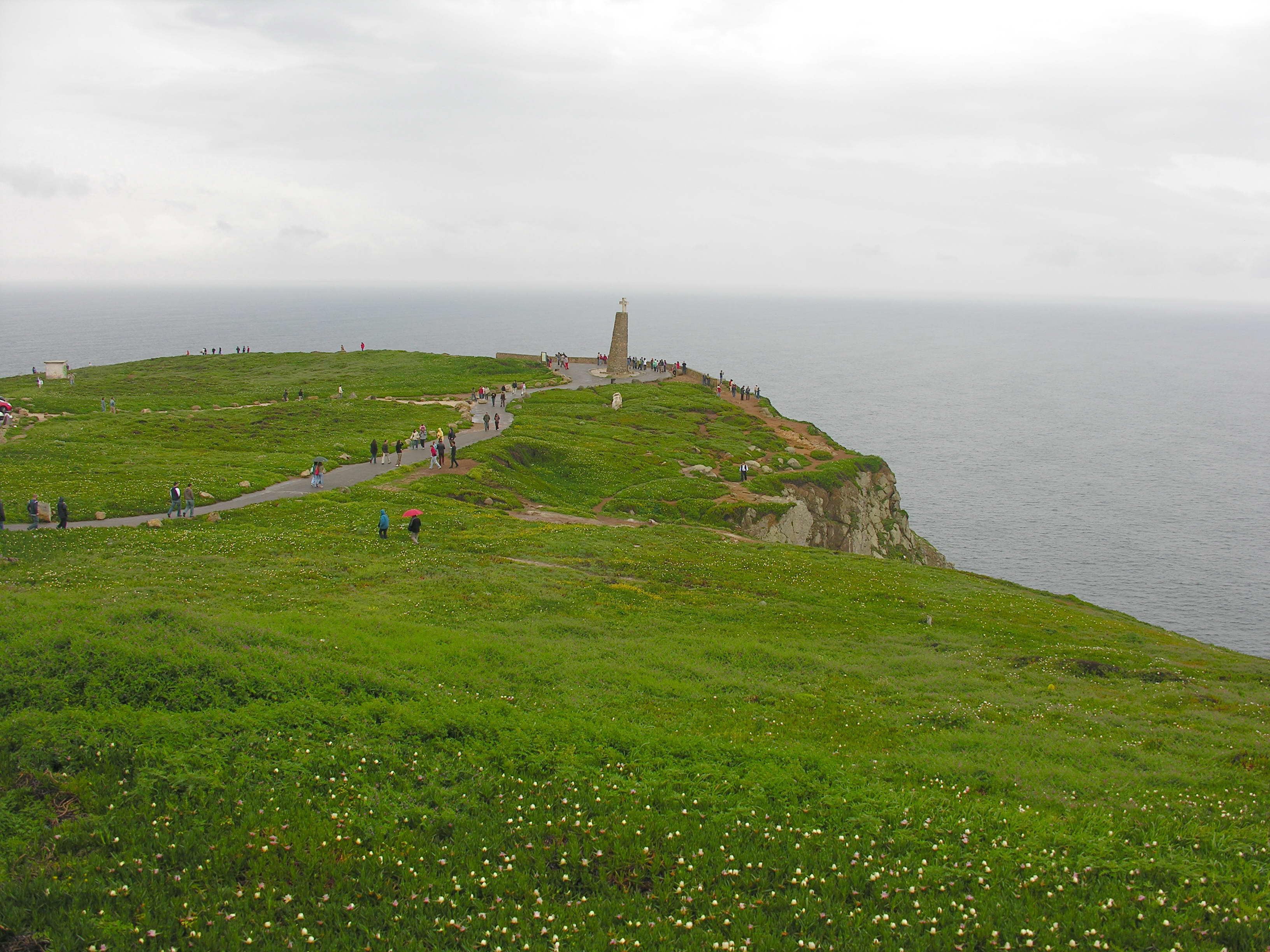
Vista panoràmica
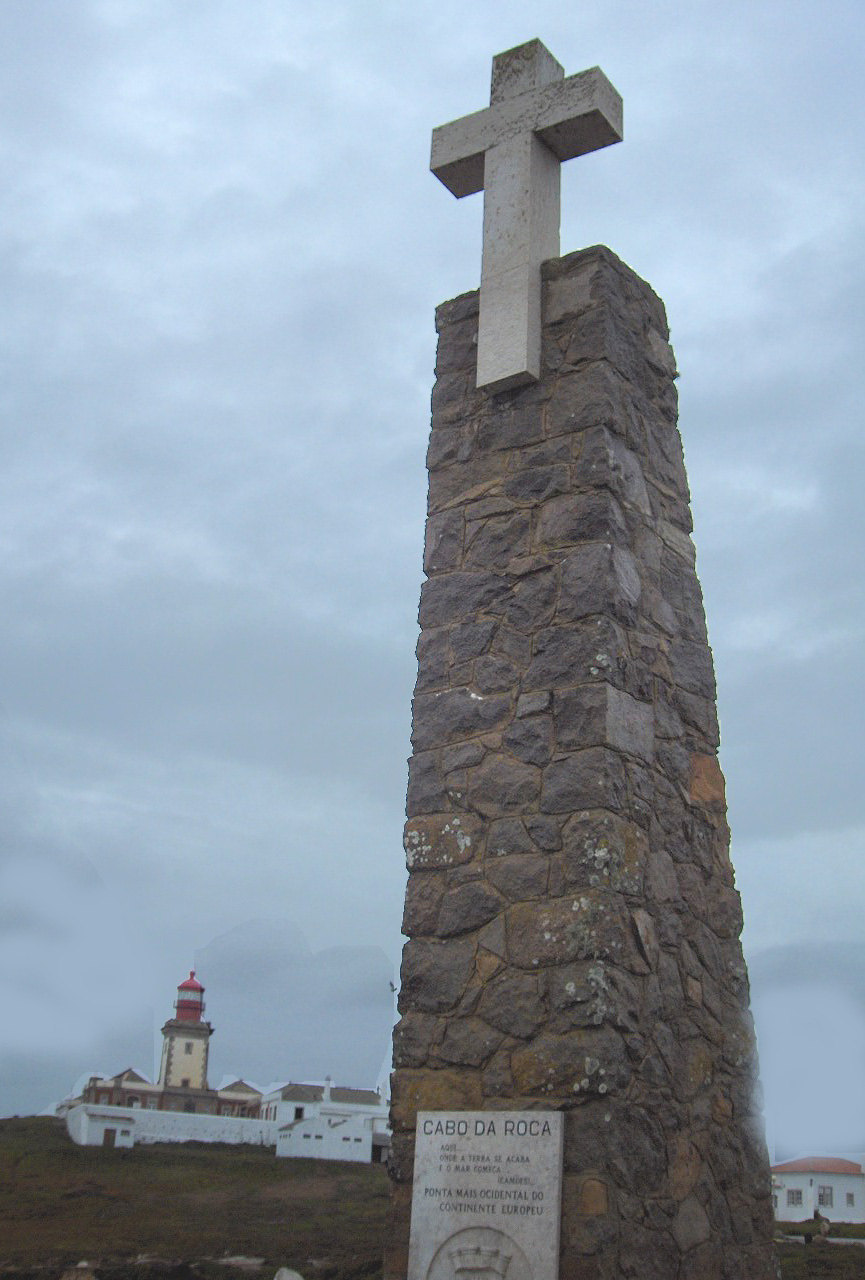
El monument